# Jóhann Berg Guðmundsson
En aquest nom islandès, el darrer nom és un patronímic, no pas un cognom. La manera de referir-se a aquesta persona és pel nom de pila.
Jóhann Berg Guðmundsson (Reykjavík, el 27 d'octubre de 1990) és un futbolista islandès que actualment juga pel Burnley FC de la Premier League i per la selecció islandesa com a extrem.